# Ravenea moorei
Espèce
Statut de conservation UICN

 CR D : 
En danger critique
Ravenea moorei est une espèce de plantes à fleurs de la famille des Arecaceae.

## Publication originale
- Principes 30(4): 159. 1986.